# 折溪彝族乡
折溪彝族乡，是中华人民共和国贵州省黔南布依族苗族自治州三都水族自治县一个已撤销的民族乡。
2015年3月27日，贵州省人民政府批复同意六枝特区乡镇行政区划调整，撤销折溪彝族乡，将其所辖行政区域划归月亮河彝族布依族苗族乡。